# Хи Возничего
Хи Возничего (лат. χ Aurigae), 25 Возничего (лат. 25 Aurigae), HD 36371 — двойная звезда в созвездии Возничего на расстоянии (вычисленном из значения параллакса) приблизительно 3123 световых лет (около 957 парсеков) от Солнца. Видимая звёздная величина звезды — +4,79m. Возраст звезды оценивается как около 560 млн лет. Орбитальный период — около 676,85 суток.

## Характеристики
Первый компонент — бело-голубой сверхгигант спектрального класса B4Ib или B5Iab. Масса — около 18,2 солнечных, радиус — около 42,3 солнечных, светимость — около 95000 солнечных. Эффективная температура — около 15500 К.
Второй компонент — предположительно белая звезда спектрального класса A. Масса — около 8 солнечных.